# Barn av nåden här på jorden
Barn av nåden här på jorden är en psalm med ursprungligen finsk text av Juho Rankinen (1851–1884), Armon lapset kaikki täällä. Det är obekant vem som översatt texten till svenska och när det gjordes.

## Publicerad i
- Sions Sånger 1951 som nr 8.
- Sions Sånger 1981 som nr 1 under rubriken Julsånger
- Sions Sånger och Psalmer som nr 1
- Norska kyrkans psalmbok som nr 348 'Born av nåden, høyr no alle'